# Chaîne Centrale (Kamtchatka)
Pour les articles homonymes, voir Chaîne centrale.
La chaîne Centrale (russe : Срединный хребет, ISO 9 : Sredinny Chrebet) est une chaîne de montagnes située sur la péninsule de Kamtchatka, à l'est de la Russie. Elle s'étend du nord-nord-est au sud-sud-ouest au centre de la péninsule et est composée de volcans, à la fois des volcans boucliers et des stratovolcans. Son point culminant est l'Ichinsky, un stratovolcan de 3 621 mètres d'altitude. La chaîne Centrale est séparée de la chaîne Orientale (Vostochny), au sud-est, par la dépression centrale du Kamtchatka.
Les volcans sont actuellement recouverts par des petits glaciers, faisant du Kamtchatka la région la plus densément recouverte de glaciers en Asie du Nord, ceux-ci recouvrant une superficie d'environ 906 km2.